# 傑克·泰勒
傑克·泰勒（英語：Jake Taylor；1991年12月1日—）是一位威爾士足球運動員，在場上的位置是中場。他現在效力於英格蘭足球冠軍聯賽球隊雷丁足球俱乐部，曾被外借到萊頓東方足球俱樂部。

## 外部連結
- Jake Taylor profile （页面存档备份，存于） at Reading F.C.
- 足球数据库：傑克·泰勒的球员统计数据